# Len chlupatý
Len chlupatý (Linum hirsutum) je druh rostliny z čeledi lnovitých (Linaceae).
Je to vytrvalá bylina až polokeř, dosahuje výšky 25–60 cm. V lýkové části cévních svazků jsou provazce sklerenchymatických buněk zvyšující pevnost lýka v tahu. Na rozdíl od lnu setého nejsou však tyto vlákna průmyslově využívána, protože je zařazen mezi kriticky ohrožené druhy a je chráněn Ministerstvem životního prostředí.

## Anatomická stavba

### Kořen
Len chlupatý má allorhizický typ kořene vřetenovitého tvaru. Kořen dřevnatí.

### Stonek
Typ stonku je dřevnatý, větvící se většinou v květonosné (zřídkakdy sterilní) lodyhy. Na bázi jsou lodyhy krátce vystoupavé, větví se přímo, dále pokračuje větvení šikmo rozestále. Lodyha je oblá, hustě pýřitá (zejména v horní části). Podzemní část stonku je přeměněna v oddenek tlustý 0,5–0,7 cm.

### List
Listy jsou celokrajné, přisedlé, se třemi až pěti žilkami šedozelené barvy bez palistů. Na dolní části stonku jsou listy úzce vejčité až kopinaté. Vrchol mají tupý až tupě špičatý. Šířka listů se pohybuje mezi 0,5–1,2 cm a délka mezi 3–4 cm. Jsou hustě až řídce chlupaté, horní listy jsou kratší než dolní. Listy těsně pod květenstvím jsou značně pokryty trichomy s žláznatě brvitými okraji. Listy jsou střídavé.

### Květ

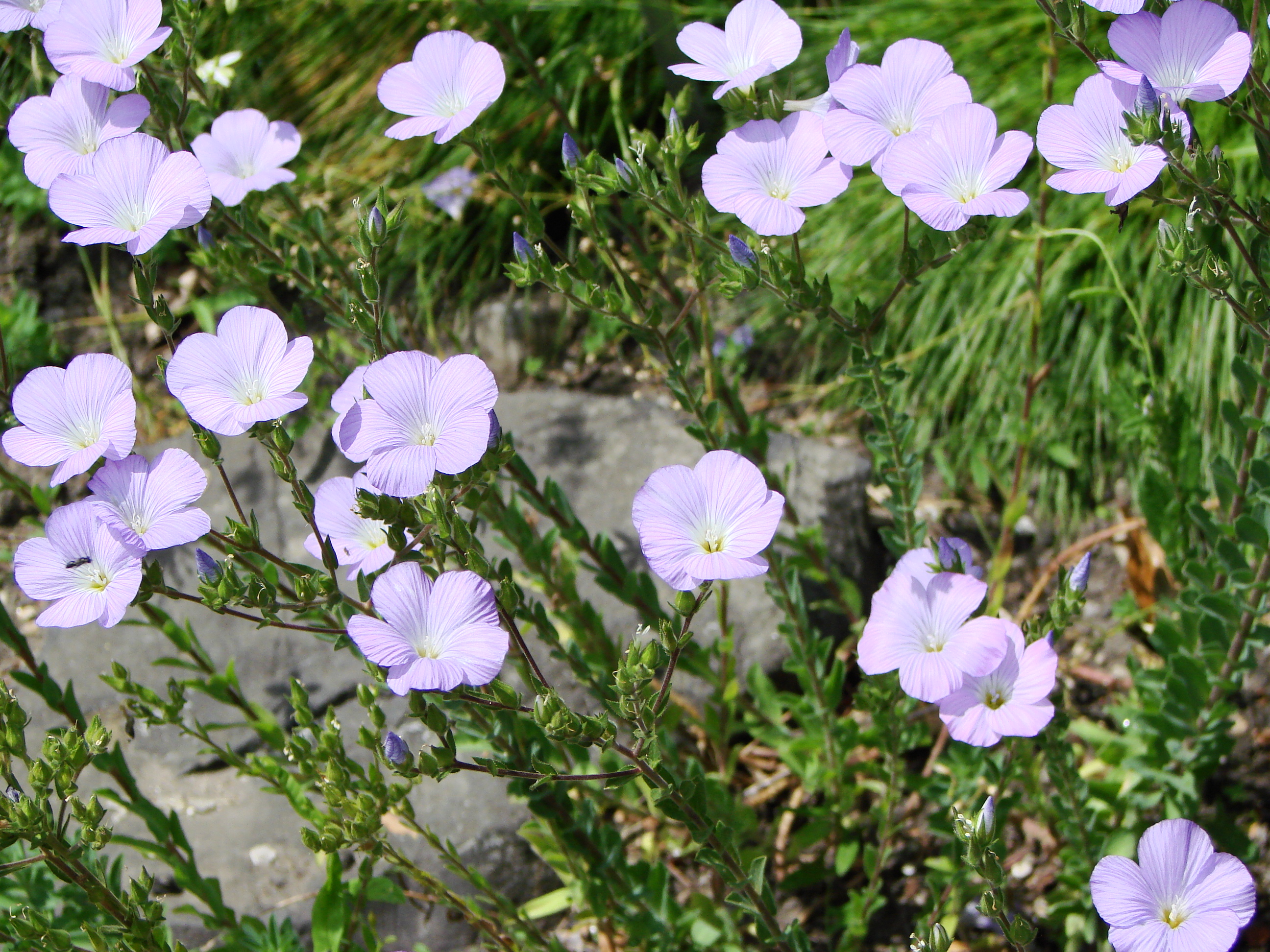
Kvetoucí len chlupatý

Květ je rozlišen na kalich a korunu.
Korunní listy jsou zpravidla světle modré, pětičetné se zřetelně tmavší žilnatinou. Tvar korunních listů je široce obvejčitý se zaokrouhleným vrcholem a délkou 2–3 cm. Báze se prudce zužuje (na cca 0,5 cm) ve žlutý nehet.
Lístky kališní jsou asi 3× menší než listy korunní. Jsou též pětičetné, tvar mají kopinatý až obvejčitý, vrchol zašpičatělý. Těsně přiléhají ke korunním listům. Na rozdíl od korunních jsou pokryty trichomy. Na vnější straně však najdeme trichomy někdy jen v horní polovině. Naopak na vnitřní straně horní poloviny okraje jsou žláznatě brvité. Květní stopky jsou hustě pýřité, přibližně stejně velké jako kališní lístky.
Tyčinky jsou na bázi srostlé a směrem k vrcholu se od sebe oddělují na pět tyčinek. Mezi nitkami se též vyskytují čárkovité staminodia, což jsou zakrnělé tyčinky bez prašníku, a tím pádem v nich nedochází k tvorbě pylu.

Len chlupatý vytváří 2 typy květů – květy, jejichž blizna je podlouhlá a květy, jejichž blizna je čárkovitá. Semeník je dělen nepravými placentárními přepážkami na 10 pouzder.

Květenství tvoří 20 až 40květý vidlan složený z vijanů.

### Plod
Plodem je kulovitá tobolka vznikající bočním srůstem pěti plodolistů. Je zhruba 0,5 cm vysoká. Horní polovina tobolky je porostlá trichomy. Na vrcholu se špičatí do 0,5 cm dlouhého zobánku. Tobolka lnu chlupatého puká deseti chlopněmi na deset jednosemenných částí. V době plodenství často zůstávají kališní lístky.

### Semeno
Semena jsou zploštělá elipsovitého tvaru s masíčkem. Mají leskle tmavohnědou barvu, délku mají 0,25 cm.

## Ekologie
Ideálním stanovištěm pro len chlupatý jsou suché půdy. Častým stanovištěm jsou opuštěné vinice, sady a slunné travnaté stráně. Ideální půdou pro výskyt jsou humusem a živinami bohaté jemnozemě, neutrální až bazické. Půdní podklad je vápenitý – převážně spraše, vápence a vápnitý flyš. Mimo území České republiky ho můžeme najít na podkladech bazických vyvřelin. Většinou jeho výskyt nepřesáhne 300 m n. m. Nalezneme ho ve společenstvech svazu Bromion erecti, Festucion valesiacae, Xerobromion, Quercion pubescenti - petraeae.
Generativní období je květen až červen. Květy jsou opylovány entomogamicky čili hmyzem.

## Rozšíření
Jeho rozšíření je v Evropě od Panonské nížiny přes Balkánský poloostrov až po Ukrajinu, Krym a střední Turecko. Uvedené oblasti se ovšem vymyká jih a střed Řecka. Dále se vyskytuje len chlupatý v Rakousku okolo Dunaje a ve střední Itálii.

V České republice se vyskytuje na jižní Moravě.

## Variabilita
Variabilita se projevuje především v různosti ochlupení stonku a listů. Stonek je pokryt trichomy zcela nebo jen v dolní třetině až polovině. Listy mohou být ochlupené i lysé, případně jen s několika trichomy. Velikost a počet žilek je různá, drobnější lístky mívají tři žilky větší pak pět žilek.

Len chlupatý má 2 poddruhy – len chlupatý pravý (Linum hirsutum subsp. hirsutum) a len chlupatý olysalý (Linum hirsutum subsp. glabrescenc).
- Len chlupatý pravý má lodyhu hustě ochlupenou po celé délce. Listy jsou chlupaté, v horní polovině lodyhy protáhlé, kopinatého tvaru s pěti žilkami. Kališní lístky přesahují velikost tobolky. U nás se zřídka vyskytuje v Jihomoravském kraji, častěji pak ve sprašových částech Pavlovských vrchů.
- Len chlupatý olysalý, jak už plyne z názvu, je na počet trichomů velmi chudý. Svou lodyhu má v dolní polovině zcela lysou a chlupy začínají vyrůstat až v horní polovině. Vyjma listů těsně pod květenstvím, které jsou zřídka ochlupené, jsou listy lysé. Tvar horních listů je čárkovitě kopinatý zpravidla se třemi žilkami. Kališní lístky jsou drobné. V Česku se dá údajně nalézt na Pavlovských vrších a v Brněnské pahorkatině.[2]

## Ohrožení a ochrana
Tento druh lnu patří mezi silně ohrožené druhy. Vyskytuje se v chráněném území NPR Pouzdřanská step-Kolby a též ho nalezneme na Dunajovických kopcích, které jsou označeny jako národní přírodní památka. Len chlupatý spadá pod ochranu Ministerstva životního prostředí vyhláškou MŽP ČR č. 398/1992Sb ze dne 11. 6. 1992.